# Bartomeu Gerp
Bartomeu Gerp, también citado como Berp, y latinizado Gerbius (Liria, Camp de Turia, siglo XV), fue un matemático, teólogo y astrólogo español.

## Biografía
Bartomeu Gerp aparece citado brevemente en el opúsculo De viris illustribus catalanis, obra biográfica del notario y archivero real catalán del siglo XV Pere Miquel Carbonell, con la referencia siguiente: «Bartholomeus Gerbius Leriae natus ex agro Valentino ubique cristianorum notissimus sacris litteris deditus admodum fuit astrologia doctissimus.» ('Bartomeu Gerp, nacido en Llíria, del campo valenciano, por todas partes entre los cristianos fue notabilísimo conocedor especialmente de las letras sagradas y muy docto en astrología').
Se  tienen pocos datos biográficos más. Lo mencionan Jeroni Pau y Jeroni Torrella, este último en su obra De imaginibus astrologicis. Se sabe que mantuvo una áspera polémica con el polaco Jacob de Zalesie, con quien se enfrentó en una disputa pública en Bolonia sobre las ecuaciones de los días y sus causas.
Un humanista valenciano de igual nombre consta que residía en Roma en 1474 y años después se estableció en Cagliari, en la isla de Cerdeña, donde se casó en fecha anterior al 1482. Con su mujer, Joana, tuvo un hijo, Eusebi, y tres hijas, Isabel, Anna y Caterina. Aparece documentado a partir del 1479 como abogado prestigioso, y como autor de una crónica bélica de Oristán, Historia Oristani et predicionis ipsius (Cagliari, 1478). Murió en 1518, año en que, a instancia de su viuda, fue hecho inventario de los bienes que dejó en herencia, entre los cuales una muy dotada biblioteca, mayoritariamente de literatura jurídica en latín.

## Obras
- De diebus naturalibus earumque aequatione. Bolonya, 1471
- De Situ paradisi et die passionis Christi, mense ue creationis mundi. Roma, 1476?